# Южный (платформа ЮЖД)
Южный (укр. Південний) — остановочный пункт Южной железной дороги, находящаяся в городе Южный Харьковского района в болотистой низине. Невдалеке от платформы — конечная маршрутного такси № 1176.

## Путевое развитие
Чётный и нечётный пути перегона Покотиловка-Мерефа. Ранее платформа находилась на территории ныне упразднённой станции Комаровка.На данном участке эксплуатируется бесстыковый путь с рельсами типа Р-65 на железобетонных шпалах. Обслуживается участок работниками Харьковской дистанции пути (ПЧ-3).

## Сооружения
Здание вокзала с кассой, пешеходные мостики через болото.

## Поезда
Участок Харьков-Мерефа обслуживается исключительно электропоездами ЭР2, ЭР2Р, ЭР2Т депо Харьков. В чётном направлении поезда идут до станции Харьков-Пассажирский, в нечётном — до станций Мерефа, Змиёв, Борки, Лихачёво, Беляевка, Лозовая, Власовка, Красноград. Поезда дальнего следования, а также некоторые пригородные не останавливаются.